# GoGo Penguin
GoGo Penguin — музыкальная группа из Манчестера.

## Стиль
Музыка группы включает в себя элементы электроники, трип-хопа, джаза, рока и классической музыки.
Критики отмечают схожесть музыки GoGo Penguin с творчеством таких исполнителей как Aphex Twin, Squarepusher, Massive Attack, Brian Eno,, а также с произведениями классических композиторов — Шостаковича и Дебюсси.

## Дискография
| Год  | Альбом                       |
| ---- | ---------------------------- |
| 2012 | Fanfares                     |
| 2014 | v2.0                         |
| 2016 | Man Made Object              |
| 2018 | A Humdrum Star               |
| 2019 | Ocean in a Drop              |
| 2020 | GoGo Penguin                 |
| 2021 | GGP/RMX                      |
| 2022 | Between Two Waves            |
| 2023 | Everything Is Going to Be OK |
| 2025 | Necessary Fictions           |